# Thuyết âm mưu SARS
Thuyết âm mưu về SARS bắt đầu nổi lên trong đợt dịch hội chứng hô hấp cấp tính nặng (SARS) tại Trung Quốc vào mùa xuân năm 2003, khi Sergei Kolesnikov, một nhà khoa học người Nga và là một thành viên của Học viện Y khoa Nga, lần đầu tiên công khai nhận định rằng virus SARS là sản phẩm tổng hợp của sởi và quai bị. Theo Kolesnikov, việc kết hợp này không thể được thực hiện trong thế giới tự nhiên, do đó virus SARS hẳn là được sinh ra phòng thí nghiệm. Một nhà khoa học Nga khác, Nikolai Filatov, trưởng cơ quan dịch tễ học Moskva, trước đó cũng bình luận rằng virus SARS có khả năng được con người tạo ra.

## Tổng quan
Tuy nhiên, các phòng thí nghiệm độc lập đã kết luận những nhận định này là vô căn cứ vì virus SARS là một coronavirus, còn hai virus sởi và quai bị thuộc loại paramyxovirus. Sự khác biệt chính giữa coronavirus và paramyxovirus nằm ở kết cấu và phương thức lây truyền của chúng, do đó việc một coronavirus được tạo từ hai paramyxovirus là bất khả thi.
Những nhận định của Kolesnokov và Filatov gây ra nhiều tranh cãi trên nhiều diễn đàn mạng tại Trung Quốc. Nhiều người Trung Quốc tin rằng virus SARS có thể là một vũ khí sinh học được sản xuất bởi Hoa Kỳ, quốc gia từng coi Trung Quốc là mối đe dọa tiềm tàng.
Thất bại trong việc tìm kiếm nguồn gốc virus SARS càng củng cố niềm tin của nhiều người rằng SARS được tổng hợp nhân tạo và được các cá nhân, thậm chí là các chính phủ cố ý lan truyền. Trong khi đó, các bằng chứng đầy đủ cho thấy virus SARS được lây truyền sang người từ cầy vòi hương, một loài động vật thường bị giết và làm thức ăn tại Quảng Đông, nơi SARS được phát hiện lần đầu.
Những người ủng hộ giả thuyết âm mưu cho rằng SARS gây ra nhiều ảnh hưởng nhất tại Trung Quốc, Hồng Kông, Đài Loan và Singapore, những nơi nhiều người Trung Quốc sống, trong khi tại Hoa Kỳ, châu Âu và Nhật Bản thì không bị ảnh hưởng nhiều đến vậy. Tuy nhiên, nơi có tỷ lệ tử vong cao nhất do SARS ngoài Trung Quốc lại là Canada với 43 ca tử vong. Các nhà giả thuyết còn chỉ ra rằng SARS có tỷ lệ tử vong trung bình khoảng 10% trên toàn thế giới, nhưng không có ai tử vong tại Hoa Kỳ do SARS, mặc dù tại đây chỉ có 8 ca nhiễm được xác nhận trong số 27 ca nghi nhiễm (10% của 8 người còn thấp hơn 1 người).  Về lý do các bệnh nhân SARS tại Hoa Kỳ chỉ là những ca phát bệnh nhẹ, Trung tâm Kiếm soát Dịch bệnh Hoa Kỳ giải thích rằng bất kỳ ai có triệu chứng hô hấp và sốt, đồng thời từng đi tới vùng có dịch, đều được đưa vào diện nhiễm SARS tại Hoa Kỳ, mặc dù nhiều người trong số đó được phát hiện mắc các bệnh hô hấp khác.
Tháng 10 năm 2003, Đồng Tăng, một luật sư Trung Quốc và là một tình nguyện viên trong một chương trình cộng tác y khoa Trung-Mỹ năm 1998, đã xuất bản một cuốn sách một lần nữa suy đoán rằng SARS có thể là vũ khí sinh học do Hoa Kỳ phát triển để chống lại Trung Quốc. Trong sách, Đồng tiết lộ rằng vào thập niên 1990, nhiều nhóm nghiên cứu Mỹ thu thập hàng nghìn mẫu máu và DNA cùng các mẫu vật tại Trung Quốc đại lục (bao gồm 5.000 mẫu DNA từ các cặp song sinh) thông qua nhiều dự án nghiên cứu chung được tiến hành tại Trung Quốc. Các mẫu vật này được gửi trở về Hoa Kỳ để nghiên cứu thêm, và có khả năng được dùng để phát triển vũ khí sinh học nhằm vào Trung Quốc. Các mẫu vật này đến từ 22 tỉnh thành tại Trung Quốc, tất cả trong số này đều chịu ảnh hưởng của SARS vào năm 2003. Chỉ có các tỉnh như Vân Nam, Quý Châu, Hải Nam, Tây Tạng và Tân Cương là không nằm trong nhóm này, đồng thời cũng chịu ảnh hưởng ít nghiêm trọng hơn do dịch SARS. Tác giả nghi ngờ rằng Nhật Bản cũng tham gia hoạt động này, do nhiều nhà máy Nhật Bản tại Quảng Đông vào thập niên 1990 yêu cầu toàn bộ công nhân bắt buộc phải thử máu hằng năm ngay tại nhà máy, thay vì yêu cầu công nhân thử máu và khám tại các cơ sở y tế địa phương. Tuy nhiên, Đồng Tăng thừa nhận đây chỉ là phỏng đoán, và ông không có bất cứ chứng cứ chắc chắn nào từ việc nghiên cứu trình tự gen của virus.
Hai nhà khoa học trên đã bày tỏ khả năng virus SARS được con người tạo ra.
Các coronavirus tương tự như SARS đã được tìm thấy trong các loài dơi tại Trung Quốc, cho thấy đây có thể là môi trường sống tự nhiên của chúng.